# العلاقات العراقية البولندية
العلاقات العراقية البولندية هي العلاقات الثنائية التي تجمع بين العراق وبولندا. يوجد للعراق سفارة في بولندا ويوجد لبولندا سفارة في العراق

## التاريخ

### 1940
في عام 1942، أثناء إجلاء المدنيين البولنديين من الاتحاد السوفيتي في الحرب العالمية الثانية ، تم إجلاء بعض الأفراد العسكريين البولنديين تحت قيادة الجنرال Wadysław Anders ، إلى العراق ، بينما ذهب بعض المدنيين البولنديين إلى معسكرات اللاجئين في إيران. <ref> "المرحلون البولنديون في الحرب العالمية الثانية: ذكريات الترحيل إلى الاتحاد السوفيتي والتشتت في جميع أنحاء العالم" (محرر تاديوس بيوتروفسكي: مكفارلاند ، 2004) ، >

### 1980
في الثمانينيات ، بقيت بولندا على الحياد في الحرب الإيرانية العراقية. <المرجع> "الاتحاد السوفيتي والشرق الأوسط" (المجلد 11) ، مركز أبحاث الاتحاد السوفيتي وأوروبا الشرقية التابع للجامعة العبرية (1986 ) ، ص. 29.</ref>

### 1990
في أغسطس 1990 ، عقب صدام حسين غزو الكويت ، أنقذ عملاء المخابرات البولندية ستة ضباط استخبارات أميركيين من العراق (عبر تركيا). في ذلك الوقت ، كان عدة آلاف من البولنديين في العراق يعملون في مشاريع بناء ، مما منحهم قدرة أكبر على تجنب اكتشافهم من قبل المخابرات العراقية. أدت مساعدة بولندا للولايات المتحدة أثناء حرب الخليج الثانية ، التي تم الكشف عنها في عام 1995 ، إلى توثيق العلاقات بين الولايات المتحدة وبولندا.

## حرب العراق 2003
في عام 2003، شاركت بولندا في غزو العراق عام 2003 بقيادة الولايات المتحدة، حيث أرسلت حوالي 200 من القوات الخاصة في البداية. فكانت بولندا مسؤولة عن المنطقة البولندية في العراق، الواقعة بين بغداد و البصرة؛ كانت هذه واحدة من مناطق الاحتلال الأربع في العراق في ذلك الوقت. تم رفض مطلب الولايات المتحدة، واشتكى جيشها من أنها لم تحصل على المساعدة المالية بالقدر الذي توقعته. " في عام 2006، كان هناك أكثر من 10500 جندي بولندي في العراق. في نهاية عام 2008 ، تم سحب جميع القوات البولندية المتبقية في العراق وعددها 900 جندي ، مع بقاء حوالي 12 من المستشار العسكري البولنديين.

### التحالف المناهض لداعش
بعد أن هددت الدولة الإسلامية في العراق والشام العراق في 2014 ، قدمت بولندا مساعدات إنسانية للعراق  وقدم دعمًا سياسيًا لـ عملية الحل المتأصل ،  لكنها ترددت لما يقرب من عامين قبل الانضمام إلى الحملة العسكرية ضد داعش في يونيو 2016. كانت بولندا عضوًا نشطًا في التحالف المناهض لداعش منذ ذلك الحين.

## مقارنة بين البلدين
هذه مقارنة عامة ومرجعية للدولتين:
| وجه المقارنة                                              | العراق                       | بولندا                                                                             |
| --------------------------------------------------------- | ---------------------------- | ---------------------------------------------------------------------------------- |
| المساحة (كم2)                                             | 437.07 ألف                   | 312.68 ألف                                                                         |
| عدد السكان (نسمة)                                         | 38.27 مليون                  | 38.43 مليون                                                                        |
| الكثافة السكانية (ن./كم²)                                 | 87.56                        | 122.91                                                                             |
| العاصمة                                                   | بغداد                        | وارسو                                                                              |
| اللغة الرسمية                                             | اللغة العربية، اللغة الكردية | اللغة البولندية                                                                    |
| العملة                                                    | دينار عراقي                  | زلوتي بولندي                                                                       |
| الناتج المحلي الإجمالي (بليون دولار)                      | 197.72 مليار                 | 524.51 مليار                                                                       |
| الناتج المحلي الإجمالي (تعادل القوة الشرائية) بليون دولار | 560.73 مليار                 | 1.02 تريليون                                                                       |
| الناتج المحلي الإجمالي الاسمي للفرد دولار أمريكي          | 4.94 ألف                     | 12.55 ألف                                                                          |
| الناتج المحلي الإجمالي للفرد دولار أمريكي                 | 15.06 ألف                    | 26.14 ألف                                                                          |
| مؤشر التنمية البشرية                                      | 0.654                        | 0.843                                                                              |
| رمز المكالمات الدولي                                      | +964                         | +48                                                                                |
| رمز الإنترنت                                              | .iq                          | .pl                                                                                |
| المنطقة الزمنية                                           | ت ع م+03:00، ت ع م+04:00     | توقيت وسط أوروبا، ت ع م+01:00، ت ع م+02:00، أوروبا/وارسو ‏، توقيت وسط أوروبا الصيفي |

## منظمات دولية مشتركة
يشترك البلدان في عضوية مجموعة من المنظمات الدولية، منها:
| علم المنظمة | اسم المنظمة                        | تاريخ انضمام العراق | تاريخ انضمام بولندا |
| ----------- | ---------------------------------- | ------------------- | ------------------- |
|             | مؤسسة التنمية الدولية              | 29 ديسمبر 1960      | 28 أكتوبر 1960      |
|             | يونسكو                             | 21 أكتوبر 1948      | 6 نوفمبر 1946       |
|             | وكالة ضمان الاستثمار متعدد الأطراف | 6 أكتوبر 2008       | 29 يونيو 1990       |
|             | الأمم المتحدة                      | 21 ديسمبر 1945      | 24 أكتوبر 1945      |
|             | الاتحاد البريدي العالمي            | ?                   | 1 مايو 1919         |
|             | البنك الدولي للإنشاء والتعمير      | 27 ديسمبر 1945      | 27 يونيو 1986       |
|             | الاتحاد الدولي للاتصالات           | 12 نوفمبر 1928      | 1921                |
|             | منظمة حظر الأسلحة الكيميائية       | ?                   | ?                   |
|             | مؤسسة التمويل الدولية              | 27 ديسمبر 1956      | 29 ديسمبر 1987      |
|             | منظمة الشرطة الجنائية الدولية      | ?                   | ?                   |

## وصلات خارجية
- موقع وزارة الخارجية العراقية
- موقع وزارة الخارجية البولندية